# Omurtag (ort i Bulgarien)
Omurtag (bulgariska: Омуртаг) är en ort i Bulgarien.   Den ligger i kommunen Obsjtina Omurtag och regionen Tărgovisjte, i den centrala delen av landet, 250 km öster om huvudstaden Sofia. Omurtag ligger 559 meter över havet och antalet invånare är 9 070.